# Anaplecta mexicana
Anaplecta mexicana är en kackerlacksart som beskrevs av Henri Saussure 1868. Anaplecta mexicana ingår i släktet Anaplecta och familjen småkackerlackor. Inga underarter finns listade i Catalogue of Life.